# Pavillon Tứ Phương Vô Sự

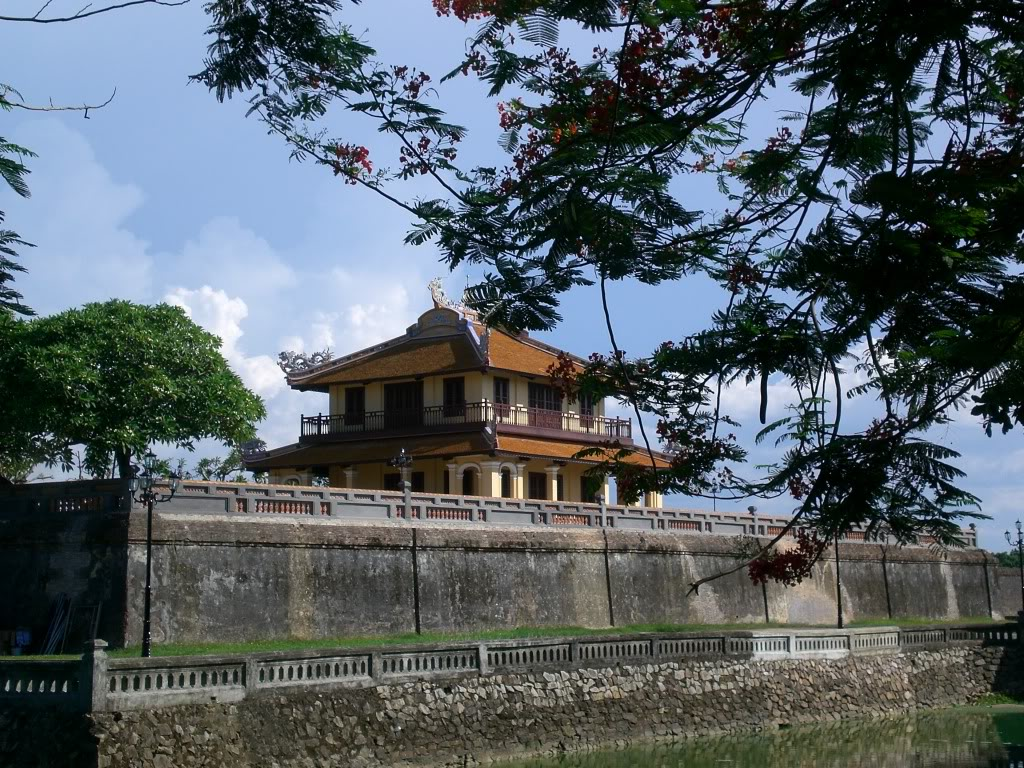
Vue du pavillon

Le pavillon Tứ Phương Vô Sự (四方無事樓), ce qui signifie « pavillon des Quatre directions sûres », est un pavillon situé sur un bastion septentrional de la Cité impériale de Hué. Il a été construit par l'empereur Khải Định en 1923, à la place d'un pavillon de garde, pour en faire une sorte de belvédère d'où admirer le paysage alentour.
Ce pavillon mélange le style asiatique avec des éléments européens. De grands dragons ornent les pans de la double toiture. Fort endommagé lors de l'offensive du Têt par les bombardements américains, il a été en grande partie reconstruit en 2010. Il accueille sur sa terrasse un café pour les touristes.